# Глазунова, Виталина Францевна
Виталина Францевна Глазунова (в девичестве Дыминская; род. 18 июня 1958, Винница, УССР) — российский государственный деятель, председатель Собрания депутатов Ненецкого автономного округа третьего созыва.
Окончила техникум мясной и молочной промышленности в Виннице, Финансовый университет при Правительстве Российской Федерации, Северо-Западный институт управления. С 1977 по 1980 годы — мастер мясожирового цеха Архангельского мясокомбината, затем работала мастером и старшим мастером мясожирового цеха Нарьян-Марского мясокомбината. С 1994 года —генеральный директор АООТ «Мясопродукты» (Нарьян-Марский мясокомбинат). 14 января 2001 года была избрана депутатом Собрания депутатов Ненецкого автономного округа по избирательному округу № 6 (микрорайон Лесозавод, Нарьян-Мар). 
После переезда в Ярославль возглавила Территориальное управление Росфиннадзора в Ярославской области.